# Togodumnus
Togodumnus († 43 n. Chr.) war ein König des britonischen Stammes der Catuvellaunen während der Zeit der römischen Herrschaft in Großbritannien. Er ist möglicherweise identisch mit dem legendären König Guiderius.
Togodumnus wurde überliefert in der Römischen Geschichte des Cassius Dio, nach dem er ein Sohn von König Cunobelinus war. Er hatte zwei Brüder, Adminius und Caratacus.
Nach Cassius Dios Überlieferung leitete Togodumnus den ursprünglichen Widerstand gegen die römische Invasion und wurde während der Schlacht an der Themse getötet. Der römische Feldherr Aulus Plautius soll ihn an der Themse begraben haben, um dann seinen Vormarsch auf die Hauptstadt der Catuvellaunier – Camulodunum (Colchester) – fortzusetzen. Die britischen Stämme setzten den Widerstand gegen die Römer hartnäckig fort, jetzt unter der Führung von Caratacus.